# Женщина-Халк: Адвокат
«Же́нщина-Халк: Адвока́т» (англ. She-Hulk: Attorney at Law) — американский мини-сериал, созданный Джессикой Гао для стримингового сервиса Disney+ и основанный на комиксах издательства Marvel Comics о супергероине Женщине-Халке. Гао была главным сценаристом проекта, режиссёрскую группу возглавляла Кэт Койро. Главную роль сыграла Татьяна Маслани. Кроме неё, в сериале снимались Джамила Джамил, Джинджер Гонзага, Марк Руффало, Джош Сегарра, Марк Линн-Бэйкер, Тесс Малис Кинкейд, Тим Рот и др.
Сериал, включающий девять эпизодов, вышел на экраны 18 августа 2022 года и стал частью Четвёртой фазы КВМ. Он получил в целом положительные отзывы критиков (особенно благодаря игре Татьяны Маслани), но визуальные эффекты были восприняты неоднозначно.

## Сюжет
Центральный персонаж сериала — адвокат Дженнифер Уолтерс, которая пытается справиться со сложностями на работе и в личной жизни и со своей супергеройской личностью в лице Женщины-Халка.

## Актёры и персонажи
- Татьяна Маслани — Дженнифер Уолтерс / Женщина-Халк, адвокат компании Goodman, Lieber, Kurtzberg & Holliway (GLK&H), специализирующаяся на делах, связанных со сверхлюдьми. Из-за случайного перекрёстного заражения кровью своего двоюродного брата Брюса Бэннера[2] она получает суперсилу, благодаря которой превращается в зелёного гиганта, похожего на Халка[3][4]. По словам Маслани, её персонаж — «противоположность большинству супергероев», так как она не хочет обладать суперсилой. Актриса стремилась своей игрой создать «забавное напряжение» между Уолтерс и Женщиной-Халком. Она была вдохновлена музыкой Софи, описанной ею как сочетание «органических и электрических звуков индустриального типа, в которых чувствуется связь с Женщиной-Халком»[5]. Главная сценаристка Джессика Гао хотела, по её словам, создать героиню, ведущую «всесторонне развитую жизнь» и неожиданно для себя получающую суперспособности[6], чтобы показать её эмоциональную и психическую реакцию на это[7]:33. В качестве дублёра использовалась реальная рослая женщина[8].
- Джамила Джамил — Мэри Макферран / Титания, супергероиня с невероятной физической силой, которая помешана на Женщине-Халке и в конечном итоге становится её соперницей[4][9]. Чтобы осовременить Титанию и придать ей «немного больше сложности», Гао сделала одной из её особенностей интерес к социальным сетям и к поддержке своего бренда[10]:5. Джамил описала своего персонажа как очень раздражающую злодейку, которой «почти не нужно использовать силу; она просто выбесит тебя до смерти»[11]. Титания — «сплошной нарциссизм и эгоизм», она считала себя самой сильной женщиной в мире, но была публично унижена Женщиной-Халком и затаила из-за этого обиду[4]. Чтобы сыграть её, Джамил обучалась джиу-джитсу, кикбоксингу и кунг-фу[12].
- Джинджер Гонзага — Никки Рамос, помощница юриста и лучшая подруга Дженнифер Уолтерс[4][13]. Она помогает Дженнифер «раскрепоститься и выйти за рамки», убеждает, что Женщина-Халк может быть частью её личности[4]. По словам Гонзага, Рамос обладает сардоническим характером и не стремится стать адвокатом, так как любит нарушать правила[10]:5. Она гомосексуал, но Гонзага считает её бисексуалом. Известно, что роль была заметно переписана, чтобы усилить сходство между Гонзага и её персонажем[14].
- Марк Руффало — Брюс Бэннер / Умный Халк, двоюродный брат Уолтерс. Мститель, гениальный учёный, который из-за воздействия гамма-излучения превращается в монстра в состоянии ярости или возбуждения. Постепенно ему удалось с помощью гамма-экспериментов сбалансировать две личности, объединив свой интеллект с силой Халка[1][15]. Бэннер переехал в Мексику[4] и решил научить Дженнифер быть супергероиней[9], рассчитывая, что она добьётся того же эффекта, но получилось иначе[8].
- Джош Сегарра — Август «Паг» Пульезе, член юридической команды GLK&H, работающий с Уолтерс и Рамос. Он заботится о своих коллегах, поскольку они «сделали его частью своей семьи», и поддерживает Уолтерс независимо от того, Женщина-Халк она или нет[4].
- Марк Линн-Бэйкер[англ.] — Моррис Уолтерс, отец Дженнифер и дядя Брюса Бэннера[16].
- Тесс Мэлис Кинкейд — Элейн Уолтерс[англ.], мать Дженнифер и тётя Брюса Бэннера.
- Тим Рот — Эмиль Блонски / Мерзость, бывший офицер Королевской морской пехоты Великобритании русского происхождения. После экспериментов, включавших воздействие сыворотки суперсолдата и гамма-излучения, Блонски превратился в гуманоидного монстра, похожего на Халка[15]. Он является одним из клиентов Уолтерс[17], после освобождения из тюрьмы владеет ретритным центром под названием Summer Twilights (с англ. — «Летние сумерки»)[18]. Кэт Койро описала Блонски как «очень хитрого персонажа — ему не всегда можно доверять, и возникает ощущение, что он мошенник»[4]. Персонаж получился совсем не таким, как в фильме «Невероятный Халк» (2008), так что Рот подошёл к роли как к поиску новой версии[4]. Актёр, по его словам, наслаждался возможностью импровизировать и исследовать своего героя[19].
- Megan Thee Stallion — рэперша, играет саму себя[20].
- Бенедикт Вонг — Вонг, верховный чародей и друг Блонски[1][21].
- Рене Элиз Голдсберри — Мэллори Бук, адвокат компании GLK&H, которой угрожает Уолтерс, ставшая новым главой юридического отдела по работе со сверхлюдьми[4][22]. Сначала Бук воспринимает Уолтерс как угрозу, но потом находит «некоторую ценность» в отношениях с этой героиней[4].
- Джон Басс — Тодд Фелпс / КорольХалк, потенциальный ухажёр Уолтерс, не так давно решивший попробовать ходить на свидания в онлайн-формате[1][4]. Басс описал Тодда как «плейбоя-миллиардера, филантропа-отморозка», который стремится подражать Тони Старку, «но выглядит как Джон Басс». По словам продюсера Венди Джейкобсон, это социальный комментарий к женоненавистничеству, культуре отмены и «несправедливым взглядам на женщин»[4].
- Риз Койро[англ.] — Донни Блэйз, фокусник и бывший ученик Мистических искусств, работающий в Мистическом замке[23]. По словам Кэт Койро, его прототипами стали Крисс Энджел и Дэвид Блейн[24].
- Гриффин Мэтьюз — Люк Джейкобсон, дизайнер, специализирующийся на костюмах для супергероев. Создал для Дженнифер одежду, которую можно носить как в облике человека, так и в облике Халка[25].
- Пэтти Харрисон[англ.] — Лулу, школьная подруга Дженнифер, пригласившая её на свою свадьбу в качестве подруги невесты[26].
- Стив Култер — Холден Холлиуэй, руководитель GLK&H и босс Уолтерс[27].
- Чарли Кокс — Мэтт Мёрдок / Сорвиголова, слепой адвокат из Адской кухни, ведущий двойную жизнь как линчеватель в маске[28]. Это лучший друг Уолтерс[29], с которым она соревнуется в остроумии[8].
- Брэндон Стэнли — Юджин Патилио / Лягушка-прыгун, сын богатого клиента GLK&H, который пытается стать борцом с преступностью в костюме лягушки[30].
- Дрю Мэтьюз — Деннис Буковски, адвокат окружной прокуратуры Лос-Анджелеса и бывший коллега Уолтерс[31].
- Николас Чирилло — Чед, двоюродный брат Уолтерс[32];
- Пег О’Киф — Руна, светлая эльфийка и метаморф из Нового Асгарда, обманувшая Буковски, выдав себя за Megan Thee Stallion[33];
- Пэтти Гуггенхайм — Мэдисинн Кинг, девушка, пострадавшая от Блэйза и ставшая подругой Вонга[34];
- Леон Ламар — Корнелиус П. Уиллоус, друг Блэйза;
- Дэвид Отунга — Дерек, мужчина, пришедший на свидание с Уолтерс[35];
- Тревор Сэлтер — Джош Миллер, парень, который притворяется возлюбленным Уолтерс, чтобы украсть образец её крови для человека, известного как «КорольХалк»[36][37];
- Ник Гомес[англ.] — Крушитель, член банды Крушителей, использующий в качестве оружия асгардские строительные инструменты[38][39];
- Джастин Итон — Громобой, ещё один член банды Крушителей[38][39];
- Дэвид Паскуэзи[англ.] — Крейг Холлис / Мистер Бессмертный, сверхчеловек, не способный умереть и обратившийся в GLK&H, чтобы урегулировать дела с многочисленными разводами[40];
- Нэйтан Хёрд — Человек-бык[англ.], гибрид человека и быка, плод неудачного научного эксперимента;
- Джозеф Кастилло-Мидиетт — Эль Агила[англ.], разбойник, способный генерировать электрические взрывы через предметы;
- Терренс Клоу — вампир Сарацин[англ.];
- Джордан Аарон Форд — Дикобраз[англ.], человек, который постоянно носит костюм, напоминающий дикобраза[18][41];
- Уил Дуснер — Скаар, сын Бэннера с планеты Сакаар, унаследовавший его способности Халка (эпизодическая роль без слов в финале сезона)[42].

В финале сезона появляется К.Е.В.И.Н. (Knowledge Enhanced Visual Interconnectivity Nexus), искусственный интеллект, отвечающий за сюжетные решения в Кинематографической вселенной Marvel. Этот персонаж основан на президенте Marvel Studios Кевине Файги.

## Список серий
| № | Название                                                                                          | Режиссёр  | Автор сценария                      | Дата премьеры    |
| --- | ------------------------------------------------------------------------------------------------- | --------- | ----------------------------------- | ---------------- |
| 1 | «A Normal Amount of Rage» «Обычный уровень ярости»                                                | Кэт Койро | Джессика Гао                        | 18 августа 2022  |
| Во время поездки на машине адвокат Дженнифер Уолтерс и её двоюродный брат Брюс Бэннер сталкиваются с сакаарским космолётом. Уолтерс, пытаясь вытащить Бэннера из повреждённой машины, заражается его кровью и превращается в Халка. Брюс доставляет Дженнифер в свою секретную лабораторию в Мексике, где рассказывает о её генетических особенностях и предлагает помочь контролировать силы Халка. Джен без особых усилий справляется с режимом тренировок, но отвергает идею стать супергероиней, потому что она не готова отказаться от обычной жизни. Брюс неохотно с этим соглашается. Пару месяцев спустя Дженнифер выступает в качестве адвоката на уголовном процессе, но заседание прерывается из-за вторжения Титании. Дженнифер превращается в Халка и легко побеждает Титанию. |                                                                                                   |           |                                     |                  |
| 2 | «Superhuman Law» «Сверхчеловеческое право»                                                        | Кэт Койро | Джессика Гао                        | 25 августа 2022  |
| Благодаря победе над Титанией Уолтерс приобретает репутацию нового супергероя, которого публика окрестила «Женщиной-Халком». Она этому не рада, к тому же её увольняют из юридической фирмы за проигрыш дела. После нескольких неудачных попыток найти новое место Уолтерс получает от Холдена Холлиуэя предложение работать в GLK&H. Она соглашается при условии, что её лучшая подруга Никки Рамос станет помощником юриста. В первый рабочий день Уолтерс узнаёт, что должна возглавить отдел сверхчеловеческого права и публично выступать как Женщина-Халк, и её первое дело — добиться для Эмиля Блонски для условно-досрочного освобождения. Она не хочет за это браться, но после встречи с Блонски в тюрьме связывается с Бэннером и получает его одобрение. Во время разговора Бэннер направляется в космос на сакаарском корабле. Из новостного репортажа Уолтерс узнаёт о недавнем участии Блонски в бою в подпольном бойцовском клубе в качестве Мерзости (как показано в фильме «Шан-Чи и легенда десяти колец»).В сцене после титров Уолтерс в облике Женщины-Халка помогает родителям с тяжёлыми вещами. |                                                                                                   |           |                                     |                  |
| 3 | «The People vs. Emil Blonsky» «Народ против Эмиля Блонски»                                        | Кэт Койро | Франческа Гейлз и Жаклин Джей Гейлз | 1 сентября 2022  |
| Блонски рассказывает Уолтерс, что из тюрьмы его забрал Верховный чародей Вонг и что потом он добровольно вернулся в камеру. Пока Уолтерс пытается связаться с Вонгом, известие о её назначении адвокатом Блонски вызывает общественный резонанс. Бывший коллега Уолтерс Деннис Буковски обращается в отдел сверхчеловеческого права по делу, касающемуся его бывшей девушки Руны, светлого эльфа-оборотня из Нового Асгарда, которая обманула его, выдавая себя за Megan Thee Stallion; дело поручено коллеге Уолтерс Августу «Пагу» Пульезе. Вонг встречается с Уолтерс и соглашается дать показания на слушаниях по условно-досрочному освобождению Блонски. Последний демонстрирует в судесвою способность сохранять контроль, будучи Мерзостью. Позже Уолтерс помогает Пагу выиграть дело, а Блонски освобождают, но ему запрещается снова превращаться в Мерзость. Уолтерс даёт телеинтервью в образе Женщины-Халка, позже подвергается нападению четырёх парней, которые пытаются получить образец её крови, и отбивается от них.В сцене после титров настоящая Megan Thee Stallion соглашается стать клиентом Уолтерс, после чего обе танцуют тверк. |                                                                                                   |           |                                     |                  |
| 4 | «Is This Not Real Magic?» «Разве это не настоящая магия?»                                         | Кэт Койро | Мелисса Хантер                      | 8 сентября 2022  |
| Донни Блэйз, фокусник, изгнанный из Камар-Таджа за неэтичное использование своих сил, телепортирует участницу своего шоу Мэдисинн, в другое измерение. Та заключает сделку с демоном, который переносит её в дом Вонга в Камар-Тадж. Вонг обращается к Уолтерс и просит судебного разбирательства с Блэйзом, чтобы такие люди, как он, не могли злоупотреблять мистическими искусствами. Дженнифер создаёт профиль в приложении для знакомств, но не может встретить нормального парня, пока не меняет в профиле имя и фотографию на Женщину-Халка. Блэйз случайно выпускает рой демонов на одном из своих шоу, но Вонг и Уолтерс с этим справляются. Блэйзу приходится принять условия Дженнифер. На следующий день Уолтерс узнаёт, что Титания освободилась и подаёт на неё в суд, зарегистрировав торговую марку «Женщина-Халк».В сцене после титров Вонг и Мэдисинн смотрят телевизор и обсуждают алкогольные напитки. |                                                                                                   |           |                                     |                  |
| 5 | «Mean, Green, and Straight Poured into These Jeans» «Злая, зелёная и прямая, влитая в эти джинсы» | Ану Валиа | Дана Шварц                          | 15 сентября 2022 |
| Титания зарегистрировала торговую марку «Женщина-Халк» для новой линейки косметических товаров, и это злит Уолтерс. Холлиуэй предупреждает Дженнифер, что ей нужно быстро разобраться с ситуацией, и назначает Мэллори Бук адвокатом по этому делу. Никки и Паг заказывают Люку Джейкобсону, эксклюзивному портному, костюм для Женщины-Халка. Бук и Уолтерс подают встречный иск против Титании. Уолтерс узнаёт, что Тодд Фелпс, который был с ней на одном из неудачных свиданий, является клиентом её фирмы, и понимает, что может использовать свою историю в приложении для знакомств как доказательство в суде. Благодаря показаниям свидетелей с прошлых свиданий она выигрывает дело и отмечает победу с Бук. Позже героиня приходит за новыми нарядами к Джейкобсону. Во время примерки Джейкобсон прячет коробку со шлемом Сорвиголовы. |                                                                                                   |           |                                     |                  |
| 6 | «Just Jen» «Просто Джен»                                                                          | Ану Валиа | Кара Браун                          | 22 сентября 2022 |
| Лулу, давняя подруга Уолтерс, приглашает её на свадьбу. Та приходит в облике человека. Появляется и Титания, которая встречается с одним из друзей жениха Лулу. Уолтерс сближается с Джошем, другом жениха, Титания нападает на неё и требует боя. Уолтерс превращается в Женщину-Халка, Титания, лишившаяся виниров, покидает свадьбу. Тем временем Бук и Рамос работают над делом о разводе сверхчеловека, известного как Мистер Бессмертный. Он сбегал от жён, инсценируя свою смерть, но восемь бывших супруг подали иск, узнав о его секрете благодаря онлайн-видео. Рамос помогает всем восьми выработать условия компенсационных сделок. Позже Рамос и Бук замечают сайт под названием «Интеллигенция», на котором опубликованы угрозы в адрес Женщины-Халка. Неизвестные люди тайно следят за Уолтерс и планируют ещё одну попытку насильно взять у неё образец крови. |                                                                                                   |           |                                     |                  |
| 7 | «The Retreat» «Ретрит»                                                                            | Ану Валиа | Зеб Уэллс                           | 29 сентября 2022 |
| Уолтерс ходит на несколько свиданий с Джошем, но вскоре он пропадает. Героиня приезжает в ретритный центр Блонски, так как узнаёт, что ингибиторы, не дающие ему превращаться в Мерзость, перестали работать. Человек-Бык и Эль Агила случайно ломают её машину. Уолтерс приходится задержаться в ретритном центре, где нет интернета и сотовой связи. Она проводит групповую терапию с Блонски, Человеком-Быком, Эль Агилой, Дикобразом, Сарацином и Разрушителем. Позже Дженнифер удаляет контакты Джоша и решает забыть о нём. Во флешбэке после того, как Дженнифер и Джош переспали, он тайно берёт образец её крови и отправляет сообщение человеку по имени «КорольХалк». |                                                                                                   |           |                                     |                  |
| 8 | «Ribbit and Rip It» «Оторвать и разорвать»                                                        | Кэт Койро | Коди Зиглар                         | 6 октября 2022   |
| Уолтерс берётся за новое дело, представляя Юджина Патилио / Лягушку-прыгуна, который хочет судиться с Джейкобсоном из-за неисправного суперкостюма. Ответчика в суде представляет Мэтт Мёрдок. Он выигрывает дело, поскольку Патилио случайно проболтался об игнорировании инструкции по использованию костюма. Позже Джен в образе Женщины-Халк защищает Патилио от нападения неизвестного, который оказывается Мёрдоком в образе супергероя Сорвиголовы. Мёрдок заявляет, что Патилио похитил Джейкобсона. Вместе герои спасают похищенного, после чего Мёрдок остаётся с Уолтерс на ночь в её доме. На следующий день Дженнифер посещает гала-концерт «Юридическая премия Южной Калифорнии», где получает награду «Женщина-юрист года», но на большом экране появляются кадры её секса с Миллером. Уолтерс приходит в ярость, разрушает гала-сцену и хватает члена «Интеллигенции», организовавшей этот показ, но её останавливают агенты Департамента по ликвидации разрушений. |                                                                                                   |           |                                     |                  |
| 9 | «Whose Show Is This?» «Чьё это шоу?»                                                              | Кэт Койро | Джессика Гао                        | 13 октября 2022  |
| Уолтерс освобождают из-под стражи при условии, что она не будет превращаться в Женщину-Халка. Она теряет работу в GLK&H и решает отправиться в ретрит Блонски за советом. Никки получает приглашение от КороляХалка присоединиться к частному собранию. Паг по её просьбе проникает на эту встречу, проходящую в том же ретрите, и узнаёт, что КоролёмХалком является Фелпс. На собравшихся натыкается Уолтерс, неожиданно появляются Титания и Бэннер. Фелпс вводит себе вещество, содержащее кровь Уолтерс, и превращается в Халка. Завязывается драка. Уолтерс, обескураженная происходящим, ломает четвёртую стену, находит сценаристов сериала и К.Е.В.И.Н.а - искусственный интеллект, утверждающий, что стоит за всеми решениями сюжетной линии Marvel. Уолтерс уговаривает К.Е.В.И.Н.а переписать кульминацию эпизода, тот неохотно соглашается. Вернувшись в сериал, Уолтерс обнаруживает, что Фелпс и Блонски арестованы. Она возвращается домой, чтобы отпраздновать это событие со своей семьёй и Мёрдоком, а Бэннер прилетает с Сакаара со своим сыном Скааром. Позже Уолтерс восстанавливают на работе. Она приходит на судебное дело против Фелпса, поклявшись продолжать своё дело в качестве адвоката и супергероини.В сцене после титров Вонг вызволяет Блонски из тюрьмы и перемещает его в Камар-Тадж. |                                                                                                   |           |                                     |                  |

## Производство

### Разработка
Предполагалось, что Дженнифер Уолтерс / Женщина-Халк появится в телевизионном фильме 1990 года «Смерть Невероятного Халка», но этого не случилось, а телесериал о Халке, разрабатывавшийся на ABC, был отменён в том же году. В 1991 году началась работа над фильмом от New World Pictures с Ларри Коэном в качестве режиссёра и Бригиттой Нильсен в роли Дженнифер Уолтерс, но и этот проект отменили.
В августе 2019 года президент Marvel Studios Кевин Файги объявил на конференции D23, что для стримингового сервиса Disney+ разрабатывается телесериал о Женщине-Халке. В ноябре того же года главным сценаристом стала Джессика Гао. Прежде она встречалась с Marvel Studios по поводу режиссуры других проектов, и каждый раз, по её словам, надеялась, что её пригласят обсудить проект о Женщине-Халке:32. В сентябре 2020 года Кэт Койро наняли для режиссуры шести эпизодов, включая первый и последний, и для продюсирования сериала. В декабре 2020 года Ану Валиа стала вторым режиссёром проекта; в итоге она сняла три серии. Изначально планировались 10 эпизодов общей продолжительностью примерно шесть часов, но сняты были девять эпизодов по 30 минут каждый. Исполнительными продюсерами проекта вместе с Койро и Гао выступают Файги, Луис Д’Эспозито, Виктория Алонсо и Брэд Уиндербаум.
Художником по костюмам стала Энн Фоули, прежде работавшая над телесериалом Marvel Television «Агенты „Щ.И.Т.“». Музыку для сериала написала Эми Доэрти.

### Сценарий
Сценаристами сериала стали Франческа Гейлз, Жаклин Дж. Гейлз, Мелисса Хантер, Дана Шварц, Кара Браун, Зеб Уэллс и Коди Зиглар. Франческа Гейлз стала ещё и редактором сюжета. Работа над сценарием была закончена к маю 2020 года. На этом этапе Файги описал сериал как «юридическую комедию», которая останется верна видению Джона Бирна, автора комиксов Marvel о Женщине-Халке. Авторы, по их словам, вдохновлялись фильмом «Блондинка в законе» и сериалом «Сайнфелд». В «Адвокате» есть отсылки к ряду комиксов с участием персонажей Стэна Ли, Бирна, Дэна Слотта и Чарльза Соула:33.
Сериал объединяет темы самосознания и метанатуры Уолтерс из комиксов:33, причём Койро заранее пообещала «несколько больших сюрпризов», связанных с разрушением четвёртой стены. Гао, по её словам, было интересно исследовать «маленький кусочек жизни» за пределами КВМ — частную жизнь Дженнифер Уолтерс, которая внезапно для себя становится супергероем:32—33. Сценаристов интересовала динамика семейных отношений, когда в семье появляется второй Халк, когда свидание с мужчиной становится для героини «таким же сильным стрессом, как возможное превращение в одного из Мстителей».

### Кастинг
Марк Руффало, сыгравший Брюса Бэннера / Халка в фильмах КВМ, в ноябре 2019 года рассказал, что планирует встретиться с Файги по поводу появления в сериале. В марте 2020 года Руффало подтвердил, что ведёт переговоры с Marvel. В сентябре того же года издание Deadline Hollywood сообщило, что Татьяна Маслани была выбрана в сериале на главную роль, но сама актриса поспешила опровергнуть это, сказав, что «отчёт был запоздалым пресс-релизом» и «на самом деле она уже не вовлечена в проект». Издание The Hollywood Reporter подтвердило кастинг Маслани в ноябре 2020 года, а Файги официально заявил об этом через месяц, попутно анонсировав возвращение Руффало и Тима Рота. Сообщалось, что у Руффало будет «небольшая роль». Рот повторил роль Эмиля Блонски / Мерзости из фильма «Невероятный Халк» (2008). Файги рассказал, что в сериале могут появиться и другие персонажи КВМ, так как Дженнифер Уолтерс станет адвокатом для супергероев. В январе 2021 года Джинджер Гонзага получила роль Никки, лучшей подруги Уолтерс, в апреле того же года Рене Элиз Голдсберри получила роль Амелии.
В июне 2021 года к проекту присоединилась Джамила Джамил в роли Титании, в июле — Джош Сегарра, в мае 2022 года — Бенедикт Вонг в роли Вонга, которую он прежде играл в фильмах КВМ. Роли получили Джон Басс, Николас Чирилло, Дэвид Отунга, Гриффин Мэтьюз. Дрю Мэтьюз сыграл Денниса «Бука» Буковски, Чарли Кокс — Мэтта Мёрдока / Сорвиголовы. В августе 2022 года Megan Thee Stallion объявила, что появится в сериале в роли самой себя.

### Съёмки
Съёмки сериала должны были начаться 6 июля 2020 года, но из-за пандемии COVID-19 их отложили до марта 2021 года. Производство началось 10 апреля 2021 года в Лос-Анджелесе и 12 апреля на Trilith Studios в Атланте; операторами стали Флориан Баллхаус и Даг Чемберлен. Проект снимался под рабочими названиями «Весы» (Libra) и «Клевер» (Clover). Съёмки завершились к середине августа 2021 года.
Над визуальными эффектами для сериала работали студии Digital Domain, FuseFX, Trixter и Wētā FX.

## Маркетинг
Первые кадры сериала были показаны на Дне Disney+ 12 ноября 2021 года. Тизер заканчивается обращением Уолтерс к зрителям: «Не злите меня; я не понравлюсь вам в гневе», что стало данью уважения эпизоду телесериала 1970-х годов «Невероятный Халк», в котором Билл Биксби, сыгравший Дэвида Бэннера, произносит эту же фразу; Руффало в последней сцене тизера стоит в той же позе и одет в тот же костюм, что и Биксби. Файги и Маслани представили трейлер сериала 17 мая 2022 года на презентации Disney Апфронт. Ролик подвергся критике за проблемы с CGI, многие фанаты выразили своё разочарование в социальных сетях. Несмотря на это, Чарльз Пуллиам-Мур из «The Verge» назвал трейлер «просто сокрушительным» и отметил CGI-эффекты, добавив, что «сериал явно сфокусируется на Дженнифер, поскольку та вступает на свой геройский путь». Захария Келли из Gizmodo Australia написал, что трейлер «вовсе не разочаровывает», и назвал «уморительной» сцену, в которой Женщина-Халк радуется «предлагаемым свиданиям в Tinder, как ребёнок». Ричард Тренхольм и Джоан Э. Солсман из CNET сочли трейлер «весёлым» и отражающим «игривый тон будущего сериала». Стивен Ламбрехтс из TechRadar увидел в трейлере верность комиксам, но заметил проблемы, связанные с использованием CGI. За 24 часа после выхода трейлер просмотрели 78 млн раз, так что он занял по этому показателю второе место среди трейлером Disney+ (первым остался трейлер сериала «Сокол и Зимний солдат» на Супербоуле).
23 июля 2022 года сериал был представлен на San Diego Comic-Con с участием Кэт Койро, Ану Валии, Джессики Гао, Татьяны Маслани, Джинджер Гонзаги и Джамилы Джамил. Там же показали второй трейлер. Эдидионг Мбохо из Collider написал, что этот трейлер придал шоу «комедийный тон, смешанный с эпическим».

## Релиз и оценки
Мировая премьера сериала «Женщина-Халк: Адвокат» состоялась 15 августа 2022 года в театре «Эль-Капитан» в Лос-Анджелесе. Показ на Disney+ начался 18 августа того же года и закончился 13 октября. Проект стал последним сериалом Четвёртой фазы КВМ.
На сайте-агрегаторе обзоров Rotten Tomatoes рейтинг сериала составил 80 % со средней оценкой 6,75 из 10. На сайте Metacritic сериал получил 67 баллов из 100, что указывает на «преимущественно положительные отзывы».
Дэниел Файнберг из The Hollywood Reporter назвал первые четыре эпизода «яркими и стремящимися привлечь внимание аудитории подмигиванием и толчком локтя», хотя им и не хватает «остроты или отличительного стиля». Он предчувствовал, что появление на экране персонажей, которых прежде видели в более драматических ситуациях, а также отсылки и камео будут встречены неоднозначно. Алан Сепинуолл, пишущий для Rolling Stone, назвал идею создания комедийного сериала о супергероях с получасовыми сценами неоднозначной, но в целом перспективной. Джоэль Моник из TheWrap высоко оценила «Женщину-Халка» в связи с игрой Маслани и новациями в сюжете. Ричард Роупер из Chicago Sun-Times поставил первым четырём эпизодам 3 звезды из 4, Арезу Амин из Collider — оценку «отлично», Чарльз Пуллиам-Мур из The Verge назвал сериал «удивительно освежающим продолжением» серии Marvel Studios Disney+.

## Будущее
В ноябре 2019 года Кевин Файги заявил, что после дебюта в собственном сольном сериале Женщина-Халк появится в фильмах киновселенной. В феврале 2021 года он рассказал, что «Женщина-Халк: Адвокат» может получить второй сезон. Койро сделала похожее заявление в августе 2022 года.